# Жозеф-Никола Делил
Жозеф-Никола Делил (фр. Joseph-Nicolas Delisle; Париз, 4. април 1688 — Париз, 1768) био је француски астроном.

## Биографија
Жозеф-Никола је био један од 11 синова Клода Делила (1644—1720). Као и многи од његове браће, укључујући и Гијома Делила, најпре је похађао класичне студије. Убрзо је, међутим, прешао на астрономију под надзором Ж. Лијетоа и Жака Касинија. У Француску академију наука је приступио као ученик Ђованија Доменика Маралдија (1709-1788). Иако је био добар научник и члан имућне породице, није имао много новца.
Његов живот битно се променио када га је руски цар Петар Велики позвао у Санкт Петербург да направи и води школу астрономије. Тамо је стигао тек 1726. године, након цареве смрти. Постао је прилично богат и познат, до те мере да је, по свом повратку у Париз 1747. године, изградио сопствену опсерваторију у палати у Клинију, која је касније постала позната због Шарла Месјеа. Такође је од Академије добио титулу Астронома.
Изабран је за иностраног члана Краљевске шведске академије наука 1749. године.

## Дела
Делил је најпознатији по Делиловој скали, температурној скали коју је осмислио 1732. године. Кратер Делил на Месецу, као и астероид 12742 Делил, назавни су по њему.